# Melinoessa argenteomaculata
Melinoessa argenteomaculata is een vlinder uit de familie spanners (Geometridae). De wetenschappelijke naam van deze soort is voor het eerst geldig gepubliceerd in 1918 door Strand.
De soort komt voor in tropisch Afrika.